# Санджак Ускюб
Санджак Ускюб (Скопье) (тур. Üsküp Sancağı) — один из санджаков (районов) Османской империи. Административным центром санджака был город Ускюб (Скопье) в Северной Македонии.

## Происхождение
Скопье (Ускюб) ранее был столицей Сербского царства в 1346-1371 годах.
Ускюб стал частью Османской империи после того, как был захвачен из турками-османами области Вука Бранковича 6 января 1392 года. Первым османским губернатором Скопье был Паша Йигит-бей (? — 1413), который завоевал Скопье для Османской империи. Следующим был Исхак-бей, который был послан руководить военными действиями в Сербии весной 1439 года, и был заменен его сыном Исааком Исаковичем на посту санджакбея санджака Скопье.
Санджак первоначально образовался как так называемый краиште (Скопско краиште; пограничная область Скопье), которая была преобразована в полноценный санджак в середине XVI века.

## История
Санджак Ускюб часто выдавался бейлербеям в качестве арпалика (временного удела). Вплоть до XIX века санджак был частью эялета Румелия.
Восстания против османского правительства происходили в санджаке в 1572, 1584, 1585 и 1595 годах . Во время Великой Турецкой войны австрийский генерал Сильвио Пикколомини захватил и сжег город Скопье в 1689 году.
В 1868 году санджак Скопье вместе с санджаком Призрен, санджаком Дибра и санджаком Ниш стал частью недавно созданного Призренского вилайета. Когда Косовский вилайет был основан в 1877 году, Призренский вилайет (без нескольких нахий, аннексированных Сербией) и его санджак Скопье стали частью Косовского вилайета, а Скопье — его резиденцией.
Согласно Османской всеобщей переписи населения 1881/82-1893 годов, каза (субрайон) Ускюб имел общее население 70 170 человек, состоящее из 40 256 мусульман, 22 497 болгар, 6 655 греков, 724 евреев и 38 латинян.
Во время Первой Балканской войны в 1912 году и в начале 1913 года санджак Скопье был оккупирован Сербским королевством. На основании Лондонского договора, подписанного во время Лондонской конференции в 1913 году, ее территория вошла в состав Сербии.